# Vrydagzynea argyrotaenia
Vrydagzynea argyrotaenia är en orkidéart som beskrevs av Rudolf Schlechter. Vrydagzynea argyrotaenia ingår i släktet Vrydagzynea och familjen orkidéer. Inga underarter finns listade i Catalogue of Life.